# Sveti Križ (Mala Subotica)
Sveti Križ is een plaats in de gemeente Mala Subotica in de Kroatische provincie Međimurje. De plaats telt 375 inwoners (2001).